# 新温泉町立奥八田小学校
新温泉町立奥八田小学校（しんおんせんちょうりつ おくはったしょうがっこう）は、かつて兵庫県美方郡新温泉町石橋にあった公立小学校。
2012年度に新温泉町立温泉小学校へ統合されるのに伴い、2012年3月末をもって閉校した。

## 沿革
- 1873年（明治6年）3月 - 杉山小学校の名称で開校。[1]
- 1875年（明治8年）8月 - 八田小学校と改称。
- 1885年（明治18年）1月 - 岸田小学校と改称。
- 1888年（明治21年）4月 - 岸田簡易小学校と改称。
- 1892年（明治25年）2月 - 岸田尋常小学校と改称。
- 1893年（明治26年）
  - 9月 - 奥八田尋常小学校と改称。
  - 12月 - 海上分教場を開設。
- 1902年（明治35年）1月 - 山篭家庭教育所を開設。
- 1911年（明治44年）1月 - 高等科を併置し、奥八田尋常高等小学校と改称。
- 1928年（昭和3年）4月 - 山篭分教場を霧滝分校と改称。
- 1932年（昭和7年）4月1日 - 現在地に校舎を新築移転。
- 1941年（昭和16年）4月1日 - 国民学校令により奥八田国民学校と改称。
- 1947年（昭和22年）4月1日 - 学制改革により八田村立奥八田小学校と改称。
- 1954年（昭和29年）10月1日 - 美方郡八田村が温泉町と合併し、温泉町立奥八田小学校と改称。
- 1968年（昭和43年）4月 - 霧滝分校を本校に統合。
- 1976年（昭和51年）4月 - 鉄筋三階建の校舎に改築。
- 1984年（昭和59年）12月 - 鉄筋の体育館に改築。
- 1999年（平成11年）10月 - 海上分校を閉校。
- 2005年（平成17年）10月1日 - 美方郡温泉町と浜坂町が合併し新温泉町発足に伴い、新温泉町立奥八田小学校と改称。
- 2012年（平成24年）
  - 3月31日 - 閉校。
  - 4月1日 - 新温泉町立温泉小学校へ統合。

## 通学区域
- 海上、前、石橋、田中、岸田、青下、霧滝

## 進学先中学校
- 新温泉町立夢が丘中学校

## 周辺の施設
- 上山高原ふるさと館（旧八田中学校）

## 交通アクセス
- JR山陰本線浜坂駅より夢つばめバス浜坂温泉線・湯村温泉行き「湯村温泉」下車。
  - 乗換：夢つばめバス八田線・青下行き「石橋」バス停より徒歩200ｍ。